# 神野清勝
神野 清勝（じんの きよかつ、1945年4月4日 - ）は、日本の化学者。豊橋技術科学大学名誉教授。愛知県名古屋市出身。

## 人物
工学博士。元国立大学法人豊橋技術科学大学副学長、理事。専門は分離科学・分析化学で、クロマトグラフィー技術の分離機構解明の第一人者。

## 来歴
- 1968年 名古屋大学工学部を卒業[1]。
- 1973年 名古屋大学大学院工学研究科修了、工学博士[1]。同年東芝総合研究所入社[1]。
- 1978年 新設された国立豊橋技術科学大学の助教授となる[1]。
- 1990年 同大学教授[1]。
- 2004年 クロマトグラフィー科学会会長。
- 2014年 定年退職。

## 受賞歴
- 1995年 Tswettメダル[1]
- 1998年 ヘルシンキ大学メダル[1]
- 1999年 M.J.E. Golay Award[1]。
- 2000年 クロマトグラフィー科学会学会賞[1]。
- 2003年 日本分析化学会学会賞[1]。
- 2024年 瑞宝中綬章[2][3]。